# Gà Goldline

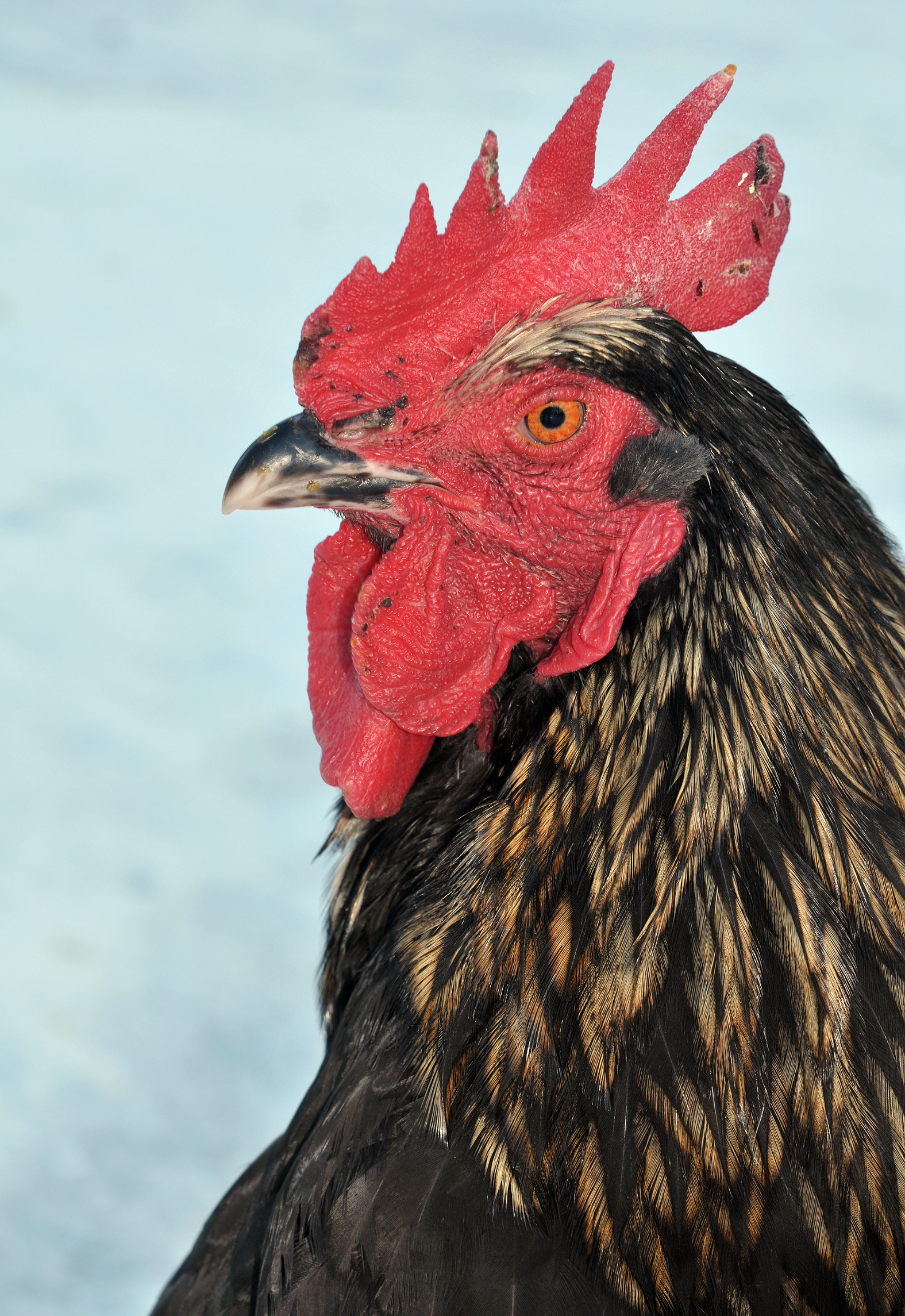
Một con gà Bovan dòng lông màu cánh gián

Gà Gold-line hay gà Goldline 54 hay Bovan Goldline (phát âm tiếng Việt như là: Gà Gôn-lai) là giống gà công nghiệp hướng trứng cao sản có nguồn gốc từ Hà Lan, chúng là sản phẩm của hãng gia cầm Hà Lan Hypeco. Gà được tạo ra khi cho lai gà trống Rhode Island Red với gà mái Sussex màu lông nhạt. Tại Việt Nam chúng được công nhận là một giống vật nuôi được phép kinh doanh, lưu hành tại Việt Nam.
Gà Gôn lai 54 là giống gà đẻ trứng nâu được nhập vào Việt Nam năm 1989 và trước đó là từ năm 1987, nuôi tại Xí nghiệp gà giống Ba Vì. Nhập khẩu vào Việt Nam gồm 4 dòng A, B, C, D. Trong đó 2 dòng A, B có màu lông cánh dán (Nâu), hai dòng C, D có màu lông trắng. Giống gà này được nuôi nhiều nhất ở các tỉnh Phía Bắc trong các khu vực nông thôn, miền núi, ven đô.

## Đặc điểm
Có đặc điểm ngoại hình đặc trưng của giống gà hướng trứng. Gà mái thương phẩm có màu nâu, 20 tuần tuổi có khối lượng cơ thể là 1670g, khi loại thải, gà mái nặng 2,1-2,3 kg, gà Gold-line bắt đầu đẻ lúc 20 tuần tuổi. Đặc điểm của giống gà này là khi lai với nhau tạo ra con lai có thể phân biệt trống mái qua màu lông lúc mới nở. Con trống có màu lông trắng, con mái có màu lông nâu nên có ý nghĩa trong việc chọn trống mái ngay từ khi gà con mới nở (Chick sexing).
Gà có ưu điểm là chu kỳ đẻ trứng dài (có thể kéo dài tới 15 tháng hoặc hơn). Gà có sức đẻ trứng cao, thời gian đẻ trứng kéo dài, khối lượng trứng lớn, (khối lượng trứng trung bình từ 56 – 60 gam hay 55-65 g/quả) trứng có vỏ màu nâu, vỏ dày. Năng suất trứng 250–300 trứng/ năm, sản lượng trứng 260-280 trứng/năm; tiêu tốn thức ăn cho 10 quả trứng hết: 1,5 – 1,6 kg (1,57 kg 1,92 kg). Sản lượng trứng sau 68 tuần tuổi 245 quả 227 quả sau 80 tuần tuổi 300 quả 270 quả. Tỷ lệ đẻ cao từ 70 – 85%.

## Các dòng
Hãng Hypeco không bán gà dòng thuần và chỉ có thể nhập các dòng ông bà. Đây là đàn giống được chọn lọc trống mái lúc mới nở một ngày tuổi bằng tốc độ mọc lông nhanh hoặc chậm. Gà giống ông bà có bốn dòng A,B,C và D. Đặc điểm về màu lông của từng dòng như sau: 
- Dòng A: dòng trống có lông màu đỏ
- Dòng B: dòng trống có lông màu đỏ
- Dòng C: dòng mái có lông màu trắng
- Dòng D: dòng mái có lông màu trắng

Một số cách lai giữa các dòng
- Dòng ông bà A trống mọc lông nhanh; B mái mọc lông chậm. Khi cho lai A trống x B mái ông bà để có đời bố, con trống AB sẽ có tốc độ mọc lông chậm.
- Dòng ông bà C trống mọc lông nhanh; D mái mọc lông chậm. Khi cho lai lai C x D để có đời mẹ, con mái CD sẽ tốc độ mọc lông nhanh.
- Khi ghép hai dòng tạo thành dòng gà trống (AB) có màu lông nâu đỏ và dòng gà mái (CD) có màu lông màu trắng.

## Giống lai
Goldline là giống gà nền để lai tạo ra các con lai cao sản đó là gà Bình Thắng lai tạo từ giống Rohde-ri (Rốt-Ri Việt Nam) và Gold-line 54. Gà BT1+ Gà BT 1: Giống này con trống có lông màu đỏ pha đen, mào đơn, chân cao vừa. Con mái lông màu nâu nhạt, mào đơn. Da và chân đều có màu vàng. Nuôi 135 - 150 ngày, con mái nặng 1,5 – 1,7 kg, con trống nặng 2 - 2,2 kg. Mỗi năm con mái đẻ được 180 - 200 quả trứng. Trứng nặng 54 - 55g. Để sản xuất được 100 quả trứng cần tiêu tốn 18 – 19 kg thức ăn Năng suất trứng một năm đạt 180-200 quả/mái. Khối lượng gà lúc 5 tháng tuổi, gà trống nặng 2-2,2 kg. gà mái nặng 1,5-1,7 kg/con.

## Chăm sóc
Đối với gà đẻ trứng thương phẩm, thức ăn cần thiết cung cấp theo nhu cầu duy trì và nhu cầu sản xuất trứng. Vì vậy phải tính nhu cầu năng lượng và protein theo thể trọng gà mái đẻ và số trứng đẻ ra của mỗi gà mái hàng ngày. Đối với thức ăn hỗn hợp hoặc cám hỗn hợp trộn đồng đều máng, đảo đều thức ăn ít nhất là 2 - 3 lần/ngày để thức ăn được phân bố đều trong máng kích thích gà ăn được nhiều hơn.
Cho gà ăn 2 lần trong ngày: Lần 1 cho ăn vào buổi sáng với 75% lượng thức ăn trong ngày, lần 2 vào buổi chiều với 25% lượng thức ăn trong ngày. Gà đẻ có nhu cầu tiêu thụ năng lượng và protein cao vào buổi sáng, nhưng lại cần Calci nhiều vào buổi tối để tạo vỏ trứng. Nước uống phải luôn đảm bảo số lượng 250 ml/con, luôn sạch và mát 26 độ C.
Nhiệt độ chuồng nuôi ảnh hưởng lớn đến trọng lượng trứng và tỷ lệ đẻ. Nhiệt độ tối ưu cho gà đẻ là 21 - 25 độ C. Nếu nhiệt độ thấp hơn thì gà sẽ ăn nhiều, năng suất trứng không giảm, nhưng tiêu tốn thức ăn sẽ tăng lên. Khi nhiệt độ tăng lên 270C năng suất trứng giảm nhẹ, nếu nhiệt độ lên 30 độ C thì năng suất trứng giảm nhanh, trọng lượng trứng giảm nhiều.